# Willy Möhwald
Wilhelm "Willy" Möhwald, född 1 september 1908 i Herlikovice i Österrike-Ungern (nuvarande Tjeckien), död 15 maj 1975 i Gauting i Bayern i Västtyskland, var en tjeckisk backhoppare. Han var med i de olympiska vinterspelen i Sankt Moritz 1928 i backhoppning där han kom på delad 15:e plats.